# Atlantis by Sea Life
Atlantis by Sea Life zijn diverse attracties in verschillende attractieparken van Legoland. De opzet en naam van de attractie verschilt per locatie. Overeenkomst van alle locaties is dat de attracties in het teken staan van de onderwaterwereld. Ook is de samenwerking opgezocht met SeaLife. Die overigens van dezelfde eigenaar, Merlin Entertainments, is als de parken van Legoland.

## Locaties
Legoland BillundDe attractie heeft als naam Atlantis by Sea Life, is ingericht als walkthrough en opende in 2007. Bezoekers leggen het traject door een zeeaquarium af. In het aquarium staan diverse objecten van lego opgesteld zoals een duiker.
Legoland DeutschlandAtlantis by Sea Life is de naam van de attractie in Legoland Deutschland en opende in 2009. De attractie is qua opzet gelijk aan die van Legoland Billund. Er staan in het zeeaquarium meer dan 50 lego-objecten opgesteld die gezamenlijk uit meer dan 1 miljoen stenen bestaan. De temperatuur van het water is 25,5 graden Celsius.
Legoland WindsorIn Legoland Windsor heet de attractie LEGO® City Deep Sea Adventure en is geopend in 2011. De attractie is opgezet als een hangende darkride, waarbij de gondels gedecoreerd zijn naar onderzeeboten. De boten hangen gedeeltelijk onder water, waardoor bezoekers via ramen onder in de gondels het zeeaquarium in kunnen kijken.
Legoland DubaiIn Legoland Dubai heet de attractie Submarine Adventure en opende in 2017. De attractie is qua opzet gelijk aan die van Legoland Windsor.
Legoland CaliforniëLego City Deep Sea Adventure is de naam van de locatie in Californië. De attractie opende in 2018 en is qua opzet gelijk aan die van Legoland Windsor.
Legoland JapanDe naam van de attractie is Submarine Adventure. De attractie is qua opzet gelijk aan die van Legoland Windsor.